# ROA (Rise Of Artificial)
Rise Of Artificial (R.O.A.) este o formație românească de muzică electronică. Formația a fost creată în 2010 de Bogdan Popoiag (UNU') și Cezar Stănciulescu (Junkyard) în București.
Trupa a început prin lansarea primei lor melodii, „Ne place”, pe 10 noiembrie 2010. După trei luni de difuzare la radio, trupa a câștigat recunoaștere națională, după ce single-ul a devenit piesa cea mai difuzată de pe radiourile HitStation din România.
Melodia a atins peste cinci milioane de vizualizări YouTube în mai puțin de șase luni.

## Discografie
- 2010 - Ne place (EP)
- 2011 - Artificial (LP)
- 2011 - Sonata în la minor (single)
- 2012 - D-aia (single)
- 2013 - Hands up!! (EP)
- 2013 - System of sound (LP)
- 2014 - Se aude muzica (single)
- 2015 - Cine visa (single)
- 2017 - Flow de vara (single)
- 2019 - Norul (single)
- 2020 - Da (single)